# Elmar Haardt
Elmar Haardt (* 1974 in Essen) ist ein deutscher Fotokünstler. In seiner künstlerischen Arbeit setzt er sich mit den Bedingungen des menschlichen Daseins auseinander.

## Ausbildung
Haardt wuchs in Essen auf. Er studierte von 1996 bis 1998 Empirische Kulturwissenschaft und Amerikanistik an der Eberhard Karls Universität Tübingen und von 1998 bis 2003 Europäische Ethnologie, Soziologie und Philosophie an der Humboldt-Universität zu Berlin. Es folgte ein Studium an der privaten Ausbildungsstätte für Fotografie „Fotografie am Schiffbauerdamm - fas“ bei Wiebke Loeper und Jörn Vanhöfen in Berlin bis 2006.

## Werk
Haardts Hauptwerk ist die Serie Land of Dreams. Die Arbeit besteht aus bisher 40 großformatigen Fotografien 200 × 250 mm.
Haardts Bilder entstehen mittels Großformatfotografie sowie anschließender Digitalisierung und Stitching. Er setzt seine Bilder aus vier bis sechs 8 x 10 Zoll großen Dias zusammen, ein Dia hat dabei eine Größe entsprechende DIN A 4. Diese Dias werden dann eingescannt und das Bild wird dann in Photoshop zusammengesetzt. Je größer das Format des Negativs/Dias ist, desto ruhiger wird das Bild, die Welt vor der Kamera scheint zum Stillstand zu kommen. Außerdem kann Haardt so mehrere Schärfenebenen setzen, so dass der Vorder-, der Mittel- und der Hintergrund scharf ist. Gleichzeitig gibt es mehrere Belichtungsebenen, so dass alle Bereiche des Bildes optimal belichtet sind. Danach werden sie in einem Speziallabor in Düsseldorf von Bildbearbeitern gemeinsam mit Haardt in mehrtägiger Arbeit ausbelichtet.
Werke von Haardt befinden sich in der Bayerischen Staatsgemäldesammlung der Pinakothek der Moderne in  München und in der Fotostiftung Schweiz in Winterthur.

## Ausstellungen (Auswahl)
Einzelausstellungen:
- 2022: Land of Dreams. MEWO Kunsthalle, Memmingen[6]
- 2017: Land of Dreams - New Image(s). Galerie Karin Wimmer Contemporary, München
- 2016: C.H. Beck Verlagsdruckerei Nördlingen. Verlag C. H. Beck, München[7]
- 2013: Returning Prospects / Wiederkehrende Aussichten. Amerika Haus München[8]
- 2012: Topographien der Durchfahrt II. Galerie Jarmuschek + Partner, Berlin[9]
- 2011: Drei Orte. VHS-Photogalerie Stuttgart
- 2010: Topografien der Durchfahrt. Galerie Jarmuschek + Partner, Berlin
- 2009: Topografien der Durchfahrt. Ausbildungszentrum der UBS Schloss Wolfsberg, Ermatingen, Schweiz
- 2008: Angesichts der Lage. Fotografien von Elmar Haardt und Bernd Kleinheisterkamp, Zeche Zollverein, Essen (Katalog)
- 2007: Kommunikationsorte. Momentaufnahmen aus dem Berliner Alltag. Ein Fotoprojekt von Muriel Escher, Elmar Haardt und York Wegerhoff, Museum für Kommunikation Berlin
- 2006: Schauzone. Galerie Die Skurrilletten, Berlin
- 2003: Karrieren einer Straße - Der Schiffbauerdamm. Institut für Europäische Ethnologie, Humboldt-Universität zu Berlin

Gruppenausstellungen:
- 2019: Alpen Mythos Natur. MEWO Kunsthalle, Memmingen
- 2017: Grieger Relaunch. NRW-Forum Düsseldorf, mit Andreas Gursky, Thomas Ruff, Thomas Struth, Thomas Demand, Damien Hirst
- 2017: Las Vegas. Positions Berlin Art Fair, Jarmuschek+Partner, Berlin[10]
- 2014: Vedute 2014 - Canaletto. Bernardo Bellotto malt Europa. Alte Pinakothek, München
- 2014: Förderpreise 2014 der Landeshauptstadt München. Lothringer13, München
- 2013: Pixelprojekt_Ruhrgebiet Neuaufnahmen 2012/2013. Pixelprojekt Ruhrgebiet, Wissenschaftspark Gelsenkirchen
- 2012: AT HOME - Der Blick durchs Schlüsselloch. Wohnen im Ruhrgebiet - gesehen durch die Kunst. Ludwiggalerie Schloss Oberhausen (Katalog)
- 2010: Berge versetzen …. Haus für Kunst Uri, Altdorf, Schweiz
- 2008: Überland. Blicke in die Provinz. Städtische Galerie Neunkirchen (Katalog)
- 2008: Selbstauslöser. berg19 raum für fotografie, Berlin
- 2006: La Luna. La Diva. Likeyou.projects, Zürich
- 2006: Oderland, Absolventen-Ausstellung  „Fotografie am Schiffbauerdamm - fas“, Berlin (Künstlerbuch)
- 2005: Expressions by Young Photographers in Germany 2005. Monitor Exhibition, Konica Minolta Plaza, Tokio/Japan

## Förderungen
- Ausstellungsförderung durch die Hypo-Kulturstiftung, München
- Stipendium des Landes Oberösterreich, Salzamt Linz
- Werkbeitrag der UBS-Kulturstiftung, Schweiz
- Förderung durch die Kulturstiftung Uri, Schweiz
- Förderung durch die Dätwyler Holding, Altdorf, Schweiz
- Projektunterstützung durch die Allbau Stiftung und die Stiftung Zollverein, Essen[11]